# 阿曼行政区划
阿曼行政区划曾经包括5个区和4个省（括号内为首府）：
1. 內地區（奈兹瓦）
2. 扎希拉区（伊卜里）
3. 巴提奈区（苏哈尔）
4. 布赖米省（布赖米）
5. 中部區（海马）
6. 東部區（苏尔）
7. 佐法尔省（塞拉莱）
8. 穆桑代姆省（海塞卜）
9. 马斯喀特省（马斯喀特）

2011年10月28日阿曼政府对行政区划重新调整，所有区都改为省，并将巴提奈区与东部区各自分为两个省。以下为调整后的行政区划：
1. 內地省（奈兹瓦）
2. 扎希拉省（伊卜里）
3. 北巴提奈省（蘇哈爾）
4. 南巴提奈省（魯斯塔克）
5. 布赖米省（布赖米）
6. 中部省（海马）
7. 東北省（伊卜拉）
8. 東南省（苏尔）
9. 佐法尔省（塞拉莱）
10. 马斯喀特省（马斯喀特）
11. 穆桑代姆省（海塞卜）

## 外部連結
- Arabian names at Geonames.de
- "Seven new divisions created in Oman" （页面存档备份，存于）